# Acta Bryolichenologica Asiatica
Acta Bryolichenologica Asiatica (abreviado Acta Bryolichenol. Asiat.) es una revista con ilustraciones y descripciones botánicas que es publicada en Taichung, Taiwán desde 1989 hasta ahora.